# Under the Radar Vol. 1
Under the Radar Vol. 1 è una raccolta di demo, B-side e rarità del cantante inglese Robbie Williams pubblicata il primo dicembre 2014, è l'ultimo album pubblicato su etichetta Universal.

## Antefatti
L'uscita dell'album è stata annunciata dallo stesso Robbie durante un'intervista il 28 novembre 2014 e, in seguito, sul suo sito ufficiale.
L'album viene pubblicato tre giorni dopo sotto forma di CD, mentre la versione digitale viene pubblicata l'8 novembre 2014.

## Pubblicazione
La canzone Bully, traccia di apertura del disco, ed è stata presentata il primo dicembre del 2014 al Cafè Royal.
Tutte le altre canzoni contenute nell'album sono state pubblicate sul canale YouTube di Williams il 4 dicembre 2014.

## Tracce
1. Bully – 3:22 (Robbie Williams, Tim Metcalfe, Flynn Francis)
2. Raver – 3:56 (Robbie Williams, Tim Metcalfe, Flynn Francis)
3. H.E.S. – 3:39 (Robbie Williams, Tim Metcalfe, Flynn Francis)
4. The Edge – 4:08 (Robbie Williams, Guy Chambers, Chris Heath)
5. All Climb On – 4:36 (Robbie Williams, Guy Chambers)
6. Surrender – 4:07 (Robbie Williams, Tim Metcalfe, Flynn Francis)
7. Love Is You – 3:45 (Robbie Williams, Jeremy Meehan)
8. The Cure – 4:11 (Robbie Williams, Guy Chambers, Chris Heath)
9. The Pilot – 3:50 (Robbie Williams, Guy Chambers, Chris Heath, Nozuka)
10. The Brits – 4:50 (Robbie Williams, Guy Chambers)
11. National Treasure – 4:53 (Robbie Williams, Guy Chambers, Chris Heath)
12. Super Tony – 3:24 (Robbie Williams, Kelvin Andrews, Daniel Spencer, Richard Scott, Scott Ralph)
13. Greenlight – 3:35 (Robbie Williams, Tim Metcalfe, Flynn Francis)
14. Bullet – 3:50 (Robbie Williams, Tim Metcalfe, Flynn Francis)